# Insua (Taboada)
Insua (llamada oficialmente San Salvador de Insua) es una parroquia española del municipio de Taboada, en la provincia de Lugo, Galicia.

## Organización territorial
La parroquia está formada por tres entidades de población:
- Pedreira (A Pedreira)
- Sonán
- Toiriz

## Demografía
| Gráfica de evolución demográfica de Insua entre 2000 y 2021 |
|                                                             |
| Datos según el nomenclátor publicado por el INE.            |